# ガイア (ゲーム会社)
株式会社ガイアはゲームソフトの企画・開発を行う日本の企業。
女神転生シリーズの元プロデューサー岡田耕始が従来のシリーズタイトルでない新しいオリジナルタイトルのゲームを作りたいと独立して立ち上げた会社。
社名の由来はギリシア神話の天地創造の女神ガイア。新しい遊びを創造することを目標としている。
『Sword & Poker』シリーズの評価が高く、イギリスのゲーム業界誌『develop』が発表した「Develop 100 The World's Best Game Studios 2011 Edition」では、22位となった。

## 沿革
- 2003年10月 株式会社ガイア設立。
- 2003年11月 東京都港区赤坂にて営業開始。
- 2006年1月 東京都千代田区三番町に移転。
- 2009年7月 東京都文京区音羽に移転。
- 2010年8月 公式サイトが休止となり注意書き一文のみの表記となる。

## 主な作品
- モンスターキングダム・ジュエルサモナー（PlayStation Portable）
- スワロウテイル 闇の黄金伝説（携帯電話）
- Coded Soul -受け継がれしイデア-（PlayStation Portable）
- ロンQ!ハイランド in DS プープー星人現る!!出ケツ大サービス!おなら祭典SP（ニンテンドーDS）
- Sword & Poker（iPhone/iPod touch向けアプリ）
- Sword & Poker 2（iPhone/iPod touch向けアプリ）